# Долинка (Вељки Кртиш)
Долинка (слч. Dolinka) насељено је мјесто са административним статусом сеоске општине (слч. obec) у округу Вељки Кртиш, у Банскобистричком крају, Словачка Република.

## Становништво
| Година:    | 1994. | 2004.   | 2014.   | 2024.   |
| ---------- | ----- | ------- | ------- | ------- |
| Број људи: | 561   | 516     | 482     | 446     |
| Разлика:   |       | -8,02 % | -6,58 % | -7,46 % |

| Година:    | 2023. | 2024.   |
| ---------- | ----- | ------- |
| Број људи: | 457   | 446     |
| Разлика:   |       | -2,40 % |

Према подацима о броју становника из 2011. године насеље је имало 483 становника.